# Philip Stamma

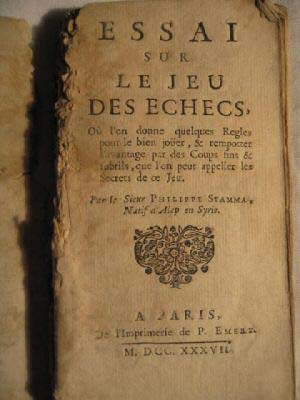
Exemplar original de lEssai sur le jeu des echecs, París 1737

Philipp Stamma (Alep, Síria, cap a 1705– Londres, 1755) fou un jugador d'escacs sirià. Tot i que va néixer en territori del llavors Imperi Otomà, va residir molts anys a França i posteriorment a Anglaterra, on hi ensenyava llengües orientals. Fou un pioner dels escacs moderns i un dels jugadors més destacats de la primera meitat del segle xviii.

## Biografia
Stamma era un habitual del cafè Slaughter's Coffee House a St. Martin's Lane, Londres, que era un dels punts neuràlgics dels escacs anglesos al segle xviii, i on hi era considerat un dels més forts jugadors del país. Aquest cafè era, a Londres, l'equivalent al Café de la Régence de París.
|   | a | b | c | d | e | f | g | h |   |
| 8 | e8 negres rei · f6 blanques rei · g6 blanques peó · f5 negres peó · f4 blanques peó · g2 negres peó · a1 blanques torre · h1 negres torre | e8 negres rei · f6 blanques rei · g6 blanques peó · f5 negres peó · f4 blanques peó · g2 negres peó · a1 blanques torre · h1 negres torre | e8 negres rei · f6 blanques rei · g6 blanques peó · f5 negres peó · f4 blanques peó · g2 negres peó · a1 blanques torre · h1 negres torre | e8 negres rei · f6 blanques rei · g6 blanques peó · f5 negres peó · f4 blanques peó · g2 negres peó · a1 blanques torre · h1 negres torre | e8 negres rei · f6 blanques rei · g6 blanques peó · f5 negres peó · f4 blanques peó · g2 negres peó · a1 blanques torre · h1 negres torre | e8 negres rei · f6 blanques rei · g6 blanques peó · f5 negres peó · f4 blanques peó · g2 negres peó · a1 blanques torre · h1 negres torre | e8 negres rei · f6 blanques rei · g6 blanques peó · f5 negres peó · f4 blanques peó · g2 negres peó · a1 blanques torre · h1 negres torre | e8 negres rei · f6 blanques rei · g6 blanques peó · f5 negres peó · f4 blanques peó · g2 negres peó · a1 blanques torre · h1 negres torre | 8 |
| 7 | e8 negres rei · f6 blanques rei · g6 blanques peó · f5 negres peó · f4 blanques peó · g2 negres peó · a1 blanques torre · h1 negres torre | e8 negres rei · f6 blanques rei · g6 blanques peó · f5 negres peó · f4 blanques peó · g2 negres peó · a1 blanques torre · h1 negres torre | e8 negres rei · f6 blanques rei · g6 blanques peó · f5 negres peó · f4 blanques peó · g2 negres peó · a1 blanques torre · h1 negres torre | e8 negres rei · f6 blanques rei · g6 blanques peó · f5 negres peó · f4 blanques peó · g2 negres peó · a1 blanques torre · h1 negres torre | e8 negres rei · f6 blanques rei · g6 blanques peó · f5 negres peó · f4 blanques peó · g2 negres peó · a1 blanques torre · h1 negres torre | e8 negres rei · f6 blanques rei · g6 blanques peó · f5 negres peó · f4 blanques peó · g2 negres peó · a1 blanques torre · h1 negres torre | e8 negres rei · f6 blanques rei · g6 blanques peó · f5 negres peó · f4 blanques peó · g2 negres peó · a1 blanques torre · h1 negres torre | e8 negres rei · f6 blanques rei · g6 blanques peó · f5 negres peó · f4 blanques peó · g2 negres peó · a1 blanques torre · h1 negres torre | 7 |
| 6 | e8 negres rei · f6 blanques rei · g6 blanques peó · f5 negres peó · f4 blanques peó · g2 negres peó · a1 blanques torre · h1 negres torre | e8 negres rei · f6 blanques rei · g6 blanques peó · f5 negres peó · f4 blanques peó · g2 negres peó · a1 blanques torre · h1 negres torre | e8 negres rei · f6 blanques rei · g6 blanques peó · f5 negres peó · f4 blanques peó · g2 negres peó · a1 blanques torre · h1 negres torre | e8 negres rei · f6 blanques rei · g6 blanques peó · f5 negres peó · f4 blanques peó · g2 negres peó · a1 blanques torre · h1 negres torre | e8 negres rei · f6 blanques rei · g6 blanques peó · f5 negres peó · f4 blanques peó · g2 negres peó · a1 blanques torre · h1 negres torre | e8 negres rei · f6 blanques rei · g6 blanques peó · f5 negres peó · f4 blanques peó · g2 negres peó · a1 blanques torre · h1 negres torre | e8 negres rei · f6 blanques rei · g6 blanques peó · f5 negres peó · f4 blanques peó · g2 negres peó · a1 blanques torre · h1 negres torre | e8 negres rei · f6 blanques rei · g6 blanques peó · f5 negres peó · f4 blanques peó · g2 negres peó · a1 blanques torre · h1 negres torre | 6 |
| 5 | e8 negres rei · f6 blanques rei · g6 blanques peó · f5 negres peó · f4 blanques peó · g2 negres peó · a1 blanques torre · h1 negres torre | e8 negres rei · f6 blanques rei · g6 blanques peó · f5 negres peó · f4 blanques peó · g2 negres peó · a1 blanques torre · h1 negres torre | e8 negres rei · f6 blanques rei · g6 blanques peó · f5 negres peó · f4 blanques peó · g2 negres peó · a1 blanques torre · h1 negres torre | e8 negres rei · f6 blanques rei · g6 blanques peó · f5 negres peó · f4 blanques peó · g2 negres peó · a1 blanques torre · h1 negres torre | e8 negres rei · f6 blanques rei · g6 blanques peó · f5 negres peó · f4 blanques peó · g2 negres peó · a1 blanques torre · h1 negres torre | e8 negres rei · f6 blanques rei · g6 blanques peó · f5 negres peó · f4 blanques peó · g2 negres peó · a1 blanques torre · h1 negres torre | e8 negres rei · f6 blanques rei · g6 blanques peó · f5 negres peó · f4 blanques peó · g2 negres peó · a1 blanques torre · h1 negres torre | e8 negres rei · f6 blanques rei · g6 blanques peó · f5 negres peó · f4 blanques peó · g2 negres peó · a1 blanques torre · h1 negres torre | 5 |
| 4 | e8 negres rei · f6 blanques rei · g6 blanques peó · f5 negres peó · f4 blanques peó · g2 negres peó · a1 blanques torre · h1 negres torre | e8 negres rei · f6 blanques rei · g6 blanques peó · f5 negres peó · f4 blanques peó · g2 negres peó · a1 blanques torre · h1 negres torre | e8 negres rei · f6 blanques rei · g6 blanques peó · f5 negres peó · f4 blanques peó · g2 negres peó · a1 blanques torre · h1 negres torre | e8 negres rei · f6 blanques rei · g6 blanques peó · f5 negres peó · f4 blanques peó · g2 negres peó · a1 blanques torre · h1 negres torre | e8 negres rei · f6 blanques rei · g6 blanques peó · f5 negres peó · f4 blanques peó · g2 negres peó · a1 blanques torre · h1 negres torre | e8 negres rei · f6 blanques rei · g6 blanques peó · f5 negres peó · f4 blanques peó · g2 negres peó · a1 blanques torre · h1 negres torre | e8 negres rei · f6 blanques rei · g6 blanques peó · f5 negres peó · f4 blanques peó · g2 negres peó · a1 blanques torre · h1 negres torre | e8 negres rei · f6 blanques rei · g6 blanques peó · f5 negres peó · f4 blanques peó · g2 negres peó · a1 blanques torre · h1 negres torre | 4 |
| 3 | e8 negres rei · f6 blanques rei · g6 blanques peó · f5 negres peó · f4 blanques peó · g2 negres peó · a1 blanques torre · h1 negres torre | e8 negres rei · f6 blanques rei · g6 blanques peó · f5 negres peó · f4 blanques peó · g2 negres peó · a1 blanques torre · h1 negres torre | e8 negres rei · f6 blanques rei · g6 blanques peó · f5 negres peó · f4 blanques peó · g2 negres peó · a1 blanques torre · h1 negres torre | e8 negres rei · f6 blanques rei · g6 blanques peó · f5 negres peó · f4 blanques peó · g2 negres peó · a1 blanques torre · h1 negres torre | e8 negres rei · f6 blanques rei · g6 blanques peó · f5 negres peó · f4 blanques peó · g2 negres peó · a1 blanques torre · h1 negres torre | e8 negres rei · f6 blanques rei · g6 blanques peó · f5 negres peó · f4 blanques peó · g2 negres peó · a1 blanques torre · h1 negres torre | e8 negres rei · f6 blanques rei · g6 blanques peó · f5 negres peó · f4 blanques peó · g2 negres peó · a1 blanques torre · h1 negres torre | e8 negres rei · f6 blanques rei · g6 blanques peó · f5 negres peó · f4 blanques peó · g2 negres peó · a1 blanques torre · h1 negres torre | 3 |
| 2 | e8 negres rei · f6 blanques rei · g6 blanques peó · f5 negres peó · f4 blanques peó · g2 negres peó · a1 blanques torre · h1 negres torre | e8 negres rei · f6 blanques rei · g6 blanques peó · f5 negres peó · f4 blanques peó · g2 negres peó · a1 blanques torre · h1 negres torre | e8 negres rei · f6 blanques rei · g6 blanques peó · f5 negres peó · f4 blanques peó · g2 negres peó · a1 blanques torre · h1 negres torre | e8 negres rei · f6 blanques rei · g6 blanques peó · f5 negres peó · f4 blanques peó · g2 negres peó · a1 blanques torre · h1 negres torre | e8 negres rei · f6 blanques rei · g6 blanques peó · f5 negres peó · f4 blanques peó · g2 negres peó · a1 blanques torre · h1 negres torre | e8 negres rei · f6 blanques rei · g6 blanques peó · f5 negres peó · f4 blanques peó · g2 negres peó · a1 blanques torre · h1 negres torre | e8 negres rei · f6 blanques rei · g6 blanques peó · f5 negres peó · f4 blanques peó · g2 negres peó · a1 blanques torre · h1 negres torre | e8 negres rei · f6 blanques rei · g6 blanques peó · f5 negres peó · f4 blanques peó · g2 negres peó · a1 blanques torre · h1 negres torre | 2 |
| 1 | e8 negres rei · f6 blanques rei · g6 blanques peó · f5 negres peó · f4 blanques peó · g2 negres peó · a1 blanques torre · h1 negres torre | e8 negres rei · f6 blanques rei · g6 blanques peó · f5 negres peó · f4 blanques peó · g2 negres peó · a1 blanques torre · h1 negres torre | e8 negres rei · f6 blanques rei · g6 blanques peó · f5 negres peó · f4 blanques peó · g2 negres peó · a1 blanques torre · h1 negres torre | e8 negres rei · f6 blanques rei · g6 blanques peó · f5 negres peó · f4 blanques peó · g2 negres peó · a1 blanques torre · h1 negres torre | e8 negres rei · f6 blanques rei · g6 blanques peó · f5 negres peó · f4 blanques peó · g2 negres peó · a1 blanques torre · h1 negres torre | e8 negres rei · f6 blanques rei · g6 blanques peó · f5 negres peó · f4 blanques peó · g2 negres peó · a1 blanques torre · h1 negres torre | e8 negres rei · f6 blanques rei · g6 blanques peó · f5 negres peó · f4 blanques peó · g2 negres peó · a1 blanques torre · h1 negres torre | e8 negres rei · f6 blanques rei · g6 blanques peó · f5 negres peó · f4 blanques peó · g2 negres peó · a1 blanques torre · h1 negres torre | 1 |
|   | a | b | c | d | e | f | g | h |   |

### L'Essai sur le jeu des echecsi la notació algebraica
La fama i bona reputació de Philip Stamma es basa principalment en la publicació del seu llibre Essai sur le jeu des echecs publicat el 1737 a França (amb traducció anglesa, The Noble Game Of Chess de 1745, i alemanya de 1754). Gràcies a aquest llibre es va popularitzar a Europa l'estudi dels finals que ja era molt popular anteriorment a l'Orient Pròxim. El llibre estudia cent posicions aparentment desesperades, però que es poden revertir gràcies a imaginatives jugades. El llibre de Stamma també va introduir la notació algebraica com una millor manera d'anotar els moviments d'escacs amb relació a l'avui obsoleta notació descriptiva.

### La rivalitat amb Philidor
Quan Stamma vivia a Londres, aquesta ciutat i París rivalitzaven pel que fa al lideratge del món dels escacs. Mentre Stamma era el millor jugador londinenc, a París hi va sorgir el seu gran rival, Philidor, la fama del qual es va expandir ràpidament degut, en part, a la seva gran capacitat pel joc a la cega.
L'inevitable matx entre tots dos es va produir al Slaughter's Coffee House l'any 1747, a deu partides, i Philidor va demostrar la seva gran superioritat (+8 =1 -1) Aquest matx va significar la confirmació de l'ascensió de Philidor al lloc més alt en el món dels escacs.

### Sistema descriptiu vs sistema algebraic
La fama assolida per Philidor després de derrotar Stamma, feu que les seves obres (que feien servir la notació descriptiva) fossin molt més llegides, cosa que va contribuir a fer que aquest fos el sistema dominant durant molt de temps. La principal diferència entre el sistema d'anotació algebraic de Stamma i l'actual és que Stamma feia servir "p" per indicar peó, i que sempre indicava la lletra corresponent a la columna (a-h) d'origen davant de la lletra inicial de la peça moguda.

### Contribucions a la teoria dels escacs
El nom de Stamma s'usa avui per a denominar el gambit Stamma dins el gambit de rei (1.e4 e5 2.f4 exf4 3.h4).